# PlanetMath
PlanetMath és una enciclopèdia lliure i col·laborativa en línia de matemàtiques. Posa l'èmfasi en la revisió per part dels experts, el rigor, la pedagogia, el contingut enllaçat i guiat per la comunitat.
El projecte es localitza a la Biblioteca Digital d'Investigació tecnològica de Virgínia. PlanetMath es va iniciar quan la popular enciclopèdia MathWorld fou suspesa temporalment per ordre de la cort nord-americana, com a resultat de la demanda de CRC Press en contra de l'autor Eric Weisstein i la companyia Wolfram Research.
PlanetMath utilitza la mateixa llicència GFDL que la Viquipèdia. Quan un autor crea un article, pot decidir atorgar drets d'escriptura a altres individus o grups d'individus. Tot el contingut s'escriu amb LaTeX. L'usuari pot escollir entre crear els enllaços de forma automàtica o permetre que el sistema converteixi certes paraules en enllaços que apunten a altres articles. Cada article es classifica d'acord amb el sistema de classificació de l'American Mathematical Society. Els usuaris poden agregar errors, discussions o bé missatges als articles. També existeix un sistema de missatgeria entre usuaris. El programari que executa PlanetMath es diu Noösphere, està escrit en Perl i funciona amb el servidor HTTP Apache del Linux i té llicència BSD.